# Samtgemeinde Bodenwerder-Polle
La comunità amministrativa di Bodenwerder-Polle (Samtgemeinde Bodenwerder-Polle) si trova nel circondario di Holzminden nella Bassa Sassonia, in Germania.

## Suddivisione
Comprende 11 comuni:
1. Bodenwerder (città)
2. Brevörde
3. Halle
4. Hehlen
5. Heinsen
6. Heyen
7. Kirchbrak
8. Ottenstein (comune mercato)
9. Pegestorf
10. Polle (comune mercato)
11. Vahlbruch

Il capoluogo è Bodenwerder.